# 737028 Steinbring
737028 Steinbring è un asteroide della fascia principale esterna. Scoperto nel 2004, presenta un'orbita caratterizzata da un semiasse maggiore pari a 3,450070 UA e da un'eccentricità di 0,081352, inclinata di 8,064920° rispetto all'eclittica.
È dedicato a Eric Steinbring, astronomo canadese.